# 月球日
在太空探索，月球日是地球的衛星相對於太陽繞著自身的轉軸完成一個完整的旋轉所經歷的時間。等同於月球在軌道上完整的繞著地球回到相同相位的時間。它通常被標示為從朔到下一次朔的時間。
相對於恆星的運轉，但是月球只需要27天7小時又43.2分 (大約27.32天) 就在軌道上繞行一圈；但是因為在這個期間地-月系統進一步繞著太陽運轉，月球必須繼續走一段時間才能回到相同的地日月相對位置。平均而言，此一會合週期為29天12小時44分又3秒 (大約29.53天)。這是一個軌道平均值，因為地-月系統環繞太陽的速度因為軌道的離心率在一年之中會稍有變化；月球自己的軌道週期也會因為太陽引力的攝動而會在平均值的上下有所異動與變化。

## 陰曆
在一些陰曆，例如印度曆，月球日，或tithi，被定義為朔望月的1/30，或是月球和太陽之間的角度在經度上增加12度所經歷的時間。依照這個定義，月球日每天的長度都不一樣。

## 外部連結
- Lunar Days and other lunar data for many different cities （页面存档备份，存于）